# Fuerza de Orientación Radical de la Joven Argentina

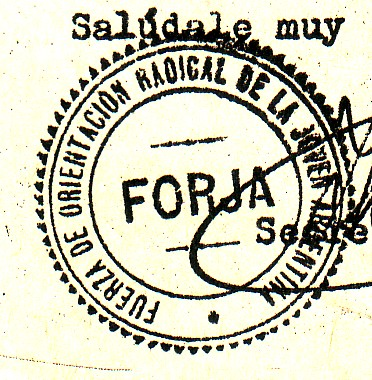
FORJA tuvo una gran influencia en la cultura política argentina.

La Fuerza de Orientación Radical de la Joven Argentina, más conocida por sus siglas: FORJA, fue una agrupación política argentina, fundada el 29 de junio de 1935, que actuó dentro de la esfera de influencia de la Unión Cívica Radical, y disuelta en 1945.

## Historia

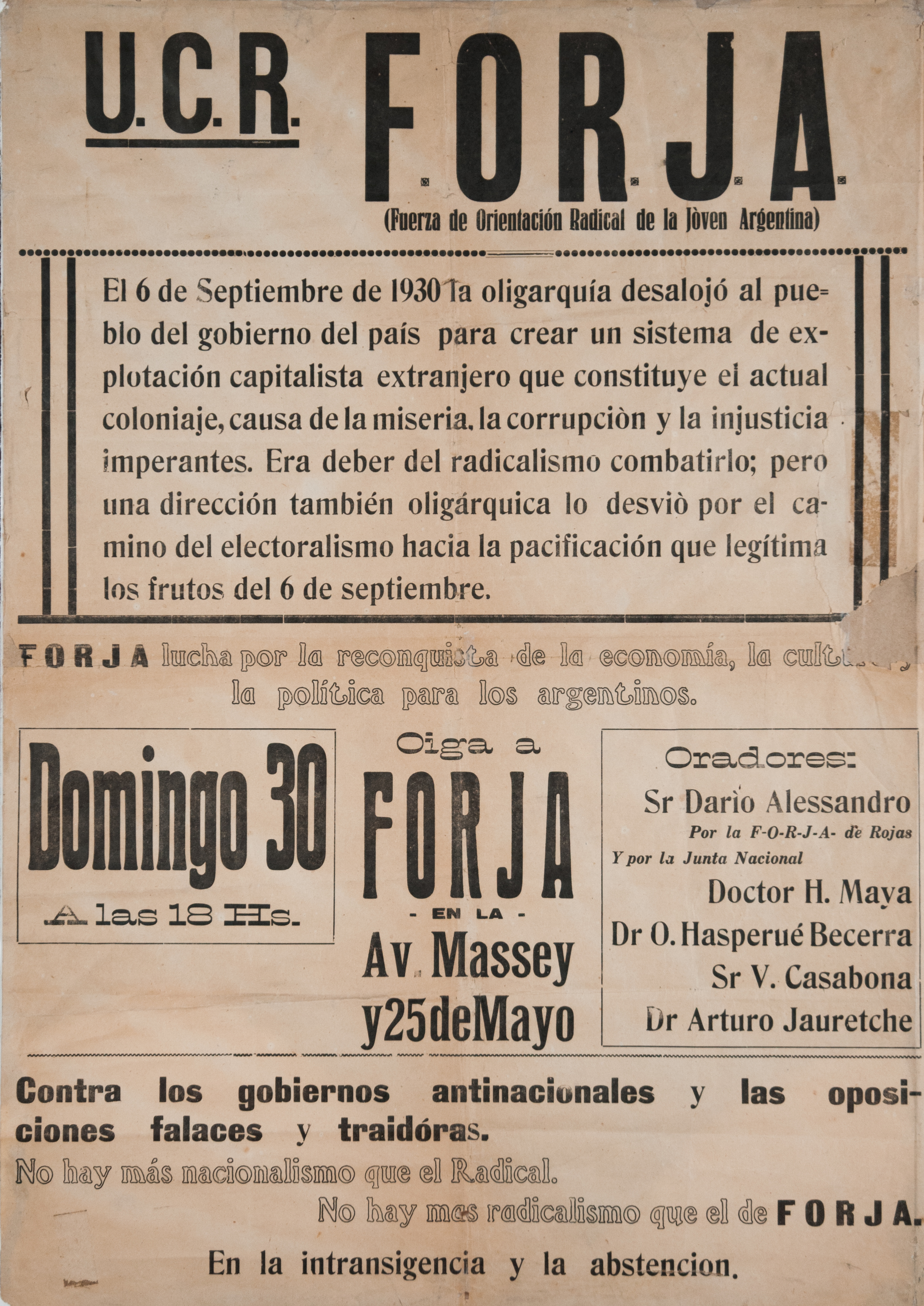
Afiche de FORJA contra el gobierno de la Concordancia.

FORJA fue creada dos años después de la muerte de Hipólito Yrigoyen, y en momentos que la Unión Cívica Radical decidía levantar la abstención electoral decidida en 1931 en oposición al sistema de elecciones fraudulentas, con el fin de impulsar una postura política "yrigoyenista" que realizara una dura crítica de los gobiernos que asumieron el poder a partir del golpe de Estado del 6 de septiembre de 1930, y que se conoció como la década infame.
Bajo la dirección inicial de Juan B. Fleitas y de Manuel Ortiz Pereyra, entre los socios fundadores estaban Arturo Jauretche, Homero Manzi, Oscar y Guillermo Meana, Luis Dellepiane Mastache, Gabriel del Mazo, Atilio García Mellid, Jorge Del Río y Darío Alessandro (padre). Raúl Scalabrini Ortiz, afín e inspirador del ideario del grupo, no formaba orgánica parte del mismo, pues se requería la membresía de la UCR para participar. 
FORJA tuvo escasa participación en la vida política partidaria de la UCR, y su actividad consistió fundamentalmente en la realización de investigaciones político-sociales que se publicaban mediante "cuadernos", conferencias y debates que se realizaban en su famoso sótano ubicado en Lavalle 1725 de la ciudad de Buenos Aires, y actos callejeros.
Hacia 1940, la facción liderada por Dellepiane y Del Mazo pactó su reintegración a la conducción nacional de la UCR, y abandonó el movimiento. Aunque esto favoreció a la línea más radical, representada por Scalabrini Ortiz —quien se incorporó formalmente al eliminarse la obligatoria adhesión a la UCR— y colocó a Jauretche al frente, debilitó las bases del grupo. En 1943 se alejaría a su vez Scalabrini Ortiz.
Ante el golpe militar de 1943 que derrocó al gobierno fraudulento de Ramón Castillo, FORJA publicó un documento donde decía: "El derrocamiento del "régimen" constituye la primera etapa de toda política de reconstrucción de la nacionalidad y de expresión auténtica de la soberanía". Luego del llamado a las elecciones realizado en octubre de 1945 FORJA anunció que sus objetivos se habían satisfecho y se disolvió. Algunos de sus miembros hicieron campaña por la candidatura de Perón y otros -como, por ejemplo, Manzi- por Tamborini.

## Ideario

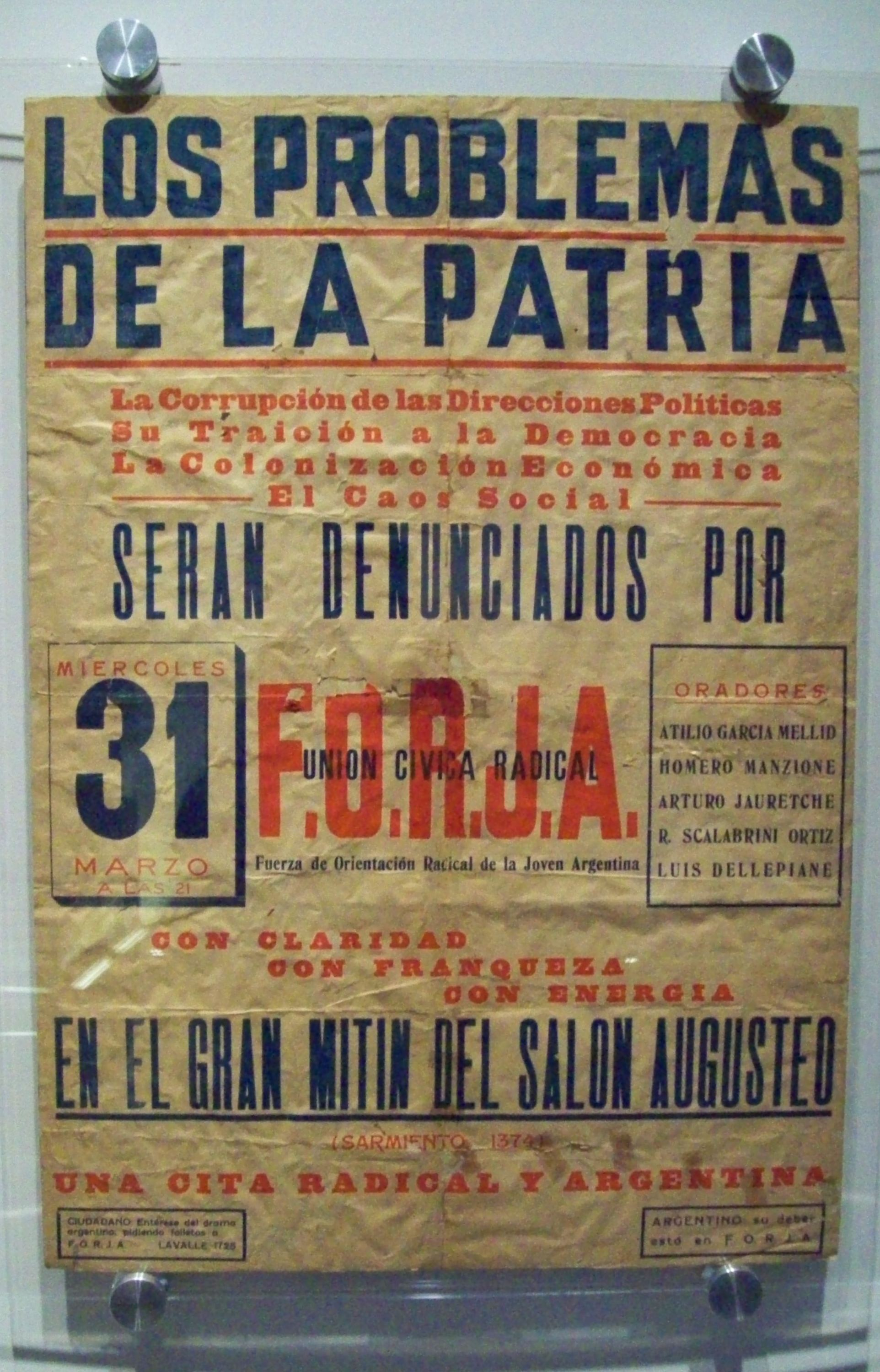
La corrupción de las direcciones políticas, su traición a la democracia, la colonización económica y el caos social, serán denunciados por FORJA

FORJA desarrolló una propuesta fuertemente nacionalista, de denuncia y oposición al neocolonialismo. Difundiendo el lema de "Somos una Argentina colonial, queremos ser una Argentina libre", FORJA analizó y expuso los mecanismos económicos del neocolonialismo, así como el comportamiento ilegítimo de las empresas y capitales extranjeros en la monopolización de sectores claves de la economía.
En sus investigaciones FORJA analizaba las medidas económicas de los gobiernos de la Concordancia, como el pacto Roca-Runciman; la creación del Banco Central que, según la agrupación, fue hecha con el fin de que hombres ligados a los intereses económicos británicos controlaran el sistema monetario y financiero argentino; la organización de la Corporación de Transportes de la Ciudad de Buenos Aires para garantizar a las empresas ferroviarias británicas y sistema sin competencia; la oposición a la ruptura de relaciones con la Unión Soviética, pues esta podía significar un importante comprador de los productos agropecuarios argentinos. Uno de sus principios incondicionales fue el apoyo a la neutralidad argentina ante la Segunda Guerra Mundial. En 1939, cuando ya estaba iniciada la guerra y Adolfo Hitler había comenzado la persecución a los judíos, el aniquilamiento de la oposición democrática y social y las agresiones a Polonia, Francia y Bélgica, FORJA dio a conocer una declaración en el cual sin hacer mención alguna del peligro del totalitarismo nazi, se oponían a cualquier apoyo que pudiera prestar la Argentina a los países así agredidos.
Con respecto a las medidas de política interior adoptada por el gobierno, sostenían que el gobierno de Agustín Pedro Justo intervenía las provincias donde ganaban partidos opositores al gobierno, y que el salario y la desocupación habían empeorado.
FORJA denominó como "Estatuto del Coloniaje" al sistema de medidas económicas, políticas y sociales, nacionales e internacionales, que adoptaron los gobiernos de la Concordancia.
En gran medida FORJA inició una metodología socioeconómica de análisis político, que se relacionaría pocos años después con la aparición de la Teoría de la Dependencia en toda América Latina. Si bien su impacto en la actividad política directa fue menor, su impacto en la cultura política argentina fue determinante en las décadas siguientes.

## Homenajes
El Partido de la Concertación FORJA y la agrupación política La Baldrich declaran que reivindican el ideario forjista.
En Rosario existe una Agrupación Forja, una organización estudiantil de la Universidad Nacional de Rosario.